# Кападоча
Кападо̀ча (на италиански: Cappadocia, на местен диалект Cappadoza, Кападоца) е село и община в Южна Италия, провинция Акуила, регион Абруцо. Разположено е на 1108 m надморска височина. Населението на общината е 550 души (към 2012 г.).